# Isabelle Daëron
Isabelle Daëron est une designer française née en 1983 à Plœmeur. Elle a créé son studio à Paris en 2010. Elle conçoit des objets, des espaces, des installations, à partir d’une réflexion sur le milieu et les éléments naturels qui le constituent. Son approche questionne l’importance des enjeux environnementaux contemporains et leur champ d’application (flux, énergie, mobilité) tout en valorisant les ressources disponibles sur le territoire engagé par ses créations.

## Biographie
Isabelle Daëron entre à l'École de design Nantes Atlantique puis à l’École supérieure d'art et de design de Reims. Elle termine son cursus à l'École nationale supérieure de création industrielle à Paris en 2009. Un an après l'obtention de son diplôme, elle créé son studio indépendant, à Paris et travaille parallèlement pour le pôle recherche de la Cité du design de Saint-Etienne en tant que chercheuse associée.
Elle est lauréate en 2013 des Grands Prix de la Création de la Ville de Paris et en 2015, des Audi Talents Awards avec le projet Topiques ou l'utopique désir d'habiter les flux .

## Réalisations

### Recherches et projets
Peut-on imaginer de nouvelles relations aux énergies primaires présentes dans un lieu ? Comment concevoir de nouveaux objets capables de nous connecter
à notre environnement ?
À la sortie de l'Ensci-Les Ateliers, Isabelle Daëron poursuit sa réflexion sur l'habitabilité - sujet de son mémoire - et entame le projet Topiques. Ce dernier réunit un ensemble de dispositifs qui tirent parti des flux naturels comme l’eau, le vent, la lumière dans l’espace public. Le mot “Topique” a été choisi pour désigner une typologie d’objets autonomes déconnectés du réseau et connectés au milieu. (Topique, vient de topos et signifie “relatif à un lieu donné”). Parmi ces réalisations : Topique-eau, une fontaine filtrant l’eau de pluie, Topique-eau-des-Cimes, un micro-réseau d’irrigation, Topique-feuilles, un collecteur de feuilles fonctionnant avec le vent, Topique-soleil, un cadran solaire analemmatique ou encore Topique-ciel, un miroir de ciel alimenté à l’eau de pluie.
Une publication présentant le projet Les Topiques  a été éditée en 2016. Elle réunit des textes de Marie-Haude Caraës, politologue et chercheuse, André Guillerme, ingénieur et professeur émérite au CNAM, Thierry Maytraud, urbaniste hydrologue, Frédéric Bertrand, architecte et urbaniste, Fanny Drugeon, historienne de l'art et Sophie Coiffier, écrivaine.
En 2014, Isabelle Daëron réalise Bibliophonies, un banc sonore conçu pour la médiathèque L’ Autre Lieu de la ville du Rheu, en Bretagne. Ce banc diffuse du contenu audio en journée et devient une source d'éclairage public pendant la nuit. Connecté à une base de données placé dans le bâtiment, le banc diffuse des textes lus, des morceaux de musique, etc. choisis par l'équipe de la médiathèque.
En 2018, le studio change de nom et devient Studio Idaë.
En 2023, ses recherches sur l'usage de l'eau dans l'espace public amène Isabelle Daëron a débuté une recherche sur les eaux souterraines à Kyoto en collaboration avec Yoshiko Nagai, commissaire d'exposition. Ce projet prend la forme d'un livre de dessins : Water calling, publié aux éditions Saicoro.
En 2024, Isabelle Daëron réalise une œuvre pour le Village des Athlètes à Saint-Denis et Saint-Ouen-sur-Seine, intitulée Topique-vent-Anémochories. Cette réalisation s'inscrit dans la continuité du projet Les Topiques.
Topique-vent : Anémochories questionne la relation de l’œuvre à son environnement par le prisme d’un élément naturel : le vent. Située sur la promenade Césaria Evora à Saint-Ouen-sur-Seine, l’œuvre se compose de quatre sphères en pierre sculptées par les « rides de courant », nom donné aux traces que le vent laisse sur son passage lorsqu’il souffle. Les sculptures sont elles-mêmes soumises aux effets du vent et à la pollinisation, et se végétalisent progressivement. Isabelle Daëron connecte les époques en proposant une œuvre qui s’inscrit dans un temps long par sa relation complice avec la nature. Raconter le parcours des vents connecte le site à l’échelle planétaire et souligne la dimension internationale des Jeux de Paris 2024.
Ce projet a été conçu pour la Solideo, dans le cadre du récit "Courants fertiles" imaginé par Manifesto et Gaël Charbau, en collaboration avec Marianne Homiridis / Bureau des Projets avec la participation d’Alain Bertaud, tailleur de pierre.

### Expositions
En octobre 2015, Isabelle Daëron inaugure sa première exposition personnelle au Center for Contemporary Art Kitakyushu au Japon. Après avoir remporté les Audi talents Awards en catégorie design, elle présente Chantepleure-sur-Seine, un bassin de phytoépuration associé à des chantepleures, fruit d'une recherche sur la revalorisation du réseau d'eau non potable de Paris, au musée des Arts Décoratifs de Paris en juin 2016, pendant le festival de design D'DAYS . Ses projets sont ensuite mis à l'honneur à la galerie Audi Talents, en automne 2016 à Paris.
La designer réalise les vitrines de la boutique Hermès à Tokyo, mises en place en été 2016.
Elle expose ses travaux de revalorisation du réseau d'eau non potable de la Ville de Paris au pavillon de l'eau de février à juin 2017.

## Récompenses

### Prix
- 2021 : Lauréate du programme Mondes Nouveaux avec Studio Idaë, association LAB et Compositic[15]
- 2018 : Lauréat Faire Design / Pavillon de l'Arsenal
- 2017 : Finaliste du prix COAL – Prix Art et Environnement[16].
- 2015 : Lauréate Audi talents Awards : section Design pour son travail sur les flux naturels dans l'espace public.
- 2013 : Grand Prix de la Création de la Ville de Paris.
- 2013 : Finaliste de la Bourse Agora pour le design.
- 2013 : Prix Le Vivant et son énergie – Trophée de Gailly.
- 2012 : Prix Lille Design.
- 2011 : Finaliste du prix COAL – Prix Art et Environnement.
- 2010 : Étoile de l’Observeur.
- 2010 : Prix de la Ville de Paris.
- 2008 : Premier prix du concours “Amélioration de la vie à domicile des personnes atteintes de la maladie d’Alzheimer”, organisé par la Cité du Design de Saint-Étienne, Méotis et France Alzheimer.
- 2005 : Premier prix du concours “Détournement de matière”, organisé par la FFDB (Fédération Française des Dentelles et Broderies).